# Punktschweißgitter
Punktschweißgitter werden aus glatten, gezogenen Stahl- oder Edelstahldrähten hergestellt. Die Drähte werden so aufeinandergelegt, dass ein rechtwinkliges Gitter entsteht und mittels Widerstandsschweißung an den Kreuzungspunkten verschweißt. Durch die Verschweißung sind die Kreuzungspunkte – im Gegensatz zum Maschendraht oder Sechseckgeflecht  – nicht verschiebbar oder drehbar und das Punktschweißgitter deswegen sehr steif.
Punktschweißgitter werden durch Maschengröße (quadratisch oder rechteckig), Drahtstärke, Material (Edelstahl, Stahl, Stahl verzinkt, Stahl kunststoffüberzogen) und Randgestaltung (offene oder geschlossene Masche) beschrieben.
Herstellungsübliche Größe sind Rollen zu einem Meter Breite und 25 Metern Länge. Breitere Formate werden in der Regel als Plattenware hergestellt.
Punktschweißgitter kommen unter anderem zum Einsatz, wenn Maschendraht oder Sechseckgeflecht nicht ausreichend steif ist, oder bei formstabilen Konstruktionen wie Vogelvolieren, Kaninchen- bzw. Hasenställen, Einkaufswagen, Einkaufs- und Fahrradkörben.
In der DIN ISO 4783-3 (früher DIN 4192-1) sind die Fertigungskriterien für Punktschweißgitter festgelegt.